# Schussabgabe
Schussabgabe ist ein Begriff, der im  deutschen Waffengesetz, in der Forensik sowie bei Polizei, Militär, Jägern und Sportschützen den Vorgang der Abgabe des Schusses bezeichnet. 

## Grundlagen
Der Begriff beschreibt die Vorgänge, die sich nach der Betätigung der Auslösevorrichtung (Abzug, Luntenschloss, Radschloss, Zündloch mit Lunte) bis zur Wirkung des Geschosses im Ziel abspielen (meist deutlich weniger als eine Sekunde). Der Begriff dient der technischen Beschreibung des Vorgangs sowie zur zeitlichen Trennung der Abläufe vor, während und nach dem Schießen. Wie in der Ballistik allgemein üblich, zerfällt die Schussabgabe in vier Phasen:
1. Innenballistik: Vorgänge im Patronenlager und Lauf einer Waffe beim Abschuss eines Projektils
2. Abgangsballistik: Vorgänge an der Laufmündung einer Waffe beim Schuss
3. Außenballistik: Vorgänge während des Fluges am Projektil, welches verschossen wurde
4. Zielballistik: Wirkung des Projektils im Ziel (insbesondere Wundballistik für die genannten rechtlichen und kriminalistischen Belange)

Durch die technischen Gegebenheiten einer Waffe kann die Schussabgabe sehr unterschiedlich ausfallen. Untersuchungen zur Schussabgabe werden je nach Fachgebiet aus unterschiedlichen Blickwinkeln betrachtet. Präzisionsschützen interessieren sich für die Umstände, die für die Wiederholgenauigkeit von Treffern wichtig sind. Gerichtsmediziner untersuchen die Umstände der Schussabgabe, um Rückschlüsse zur Tat zu ermitteln.